# Мануель Акунья
Мануель Акунья (ісп. Manuel Acuña; 27 серпня 1849 — 6 грудня 1873) — мексиканський поет і драматург, представник романтичного песимізму.

## Біографія
Мануель Акунья народився 27 серпня 1849 року в місті Сальтільйо, штат Коауїла. Навчався в Сальтільйо в Colegio Josefino, близько 1865 року перейшов до Школи Сан-Ільдефонсо в Мехіко, де вивчав математику, латину, французьку мову і філософію. У січні 1868 року почав вивчати медицину у Національному автономному університеті Мексики. Згодом долучився до мексиканських літературних кіл.
Власну літературну діяльність розпочав у 1868 році. Отримав перше визнання завдяки віршу, написаному з приводу смерті близького друга Едуардо Алзуа. У тому ж році, під впливом культурного відродження, яке розпочалось після перемоги республіки, з іншими мексиканськими літераторами взяв участь у створенні Літературного товариства Несауалькойотля, у якому представив свої перші вірші.
Роботи, представлені в товаристві, були опубліковані в журналі El Anáhuac (Мехіко, 1869) і у вигляді брошури газети La Iberia під назвою «Літературні есе Товариства Несауалькойотля». В цій брошурі разом з роботами інших письменників містилось одинадцять поем Акуньї і одна його стаття в прозі. 9 травня 1871 року вийшов друком його драматичний твір «El pasado» («Минуле»), який був високо оцінений публікою і критиками. Одним з найбільш відомих творів є любовний вірш «Nocturno a Rosario», присвячений Розарії дела Пеньї.
6 грудня 1873 року, у віці 24 років, Мануель Акунья вчинив самогубство. Причиною цього трагічного вчинку називають нерозділене кохання до Розарії дела Пеньї — жінки, з якою було пов'язане життя поета протягом останніх декількох років, або критику і неспрйняття публікою його п'єси.

## Роль в мексиканській літературі
Мануель Акунья був добре відомою фігурою серед мексиканських письменників, деякі з них були його друзями і на творчість багатьох з них він вплинув. Після смерті Акуньї кубинський поет Хосе Марті присвятив йому поетичний лист.